# Liste der Hakka-Tulou

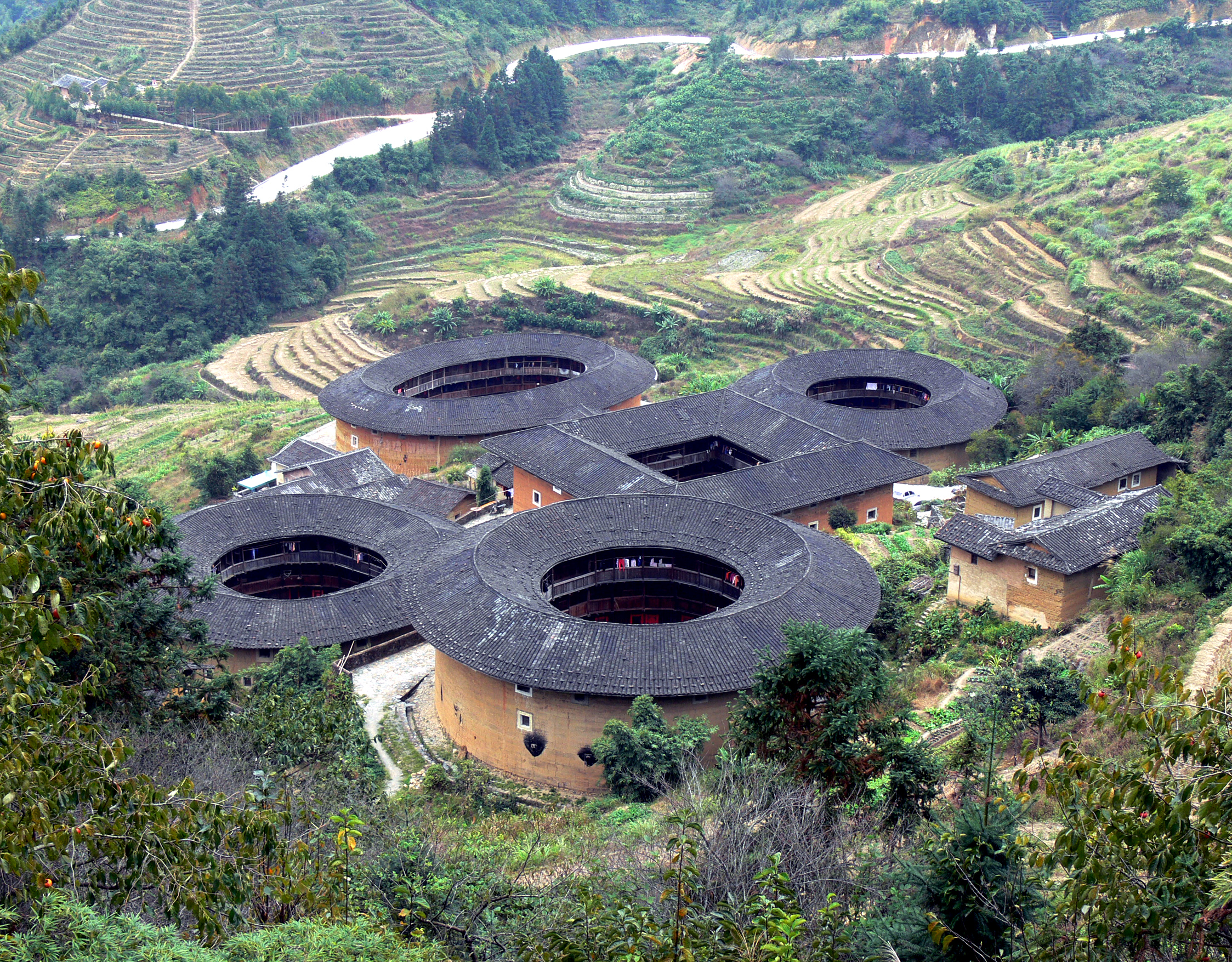
Tianluokeng Tulou-Gruppe im Kreis Nanjing, Provinz Fujian

Dies ist eine Liste der Tulou (土楼,  tǔlóu – „Erdgebäude, Erdhäuser“) der Hakka, einem Baustil der Hakka-Architektur im Süden und Südosten Chinas in den Provinzen Fujian, Guangdong und Jiangxi (Siehe Hauptartikel Tulou).
Über 20.000 dieser zwischen dem 12. und 20. Jahrhundert erbauten Gebäude sind heute erhalten. Im Chinesischen werden die Gebäude unterschiedlich mit „Hakka-Tulou“ (Kejia Tulou 客家土楼), „Fujian-Tulou“ (Fujian Tulou 福建土楼) oder einfach Tulou (土楼) bezeichnet (weitere Bezeichnungen siehe unten). Die Tulou treten einzeln oder in Gruppen (tulou qun 土楼群) auf. Eine der Gruppen ist z. B. die Tianluokeng Tulou-Gruppe im Dorf Shangban der Großgemeinde Shuyang im Kreis Nanjing der Provinz Fujian.
Einige der Tulou stehen seit 2006 auf der Liste der Denkmäler der Volksrepublik China und seit 2008 auch auf der des UNESCO-Weltkulturerbes.
Die Liste ist nach Provinzen gegliedert, innerhalb der Provinzen nach Kreisen usw.

## ProvinzFujian
Die mit WE gekennzeichneten Gebäude und Gruppen sind Teil des Welterbe.

### KreisHua’an华安县,Zhangzhou
- WE Dadi Tulou-Gruppe 大地土楼群 (Denkmalliste), im Dorf Dadi 大地村 der Großgemeinde Xiandu 仙都镇 des Kreises Hua’an der Provinz Fujian.
  - Eryilou 二宜楼
  - Nanyanglou 南阳楼
  - Dongyanglou 东阳楼

### KreisNanjing南靖县,Zhangzhou
- WE Huaiyuanlou 怀远楼, einzeln
- WE Heguilou 和贵楼, einzeln
- WE Tianluokeng Tulou-Gruppe 田螺坑土楼群 (24° 35′ 14,2″ N, 117° 3′ 21,4″ O), Dorf Shangban, Shuyang. Dieser Cluster besteht aus vier runden Tulous, wovon eines elliptisch und die anderen kreisförmig sind, die um ein quadratisches angeordnet sind. Das Arrangement der Tulous symbolisiert die fünf Elemente des Feng Shui (Metall, Holz, Wasser, Feuer und Erde).[4] Ca. 1 km südlich im Tal liegt das Dorf Shuiwei mit weiteren runden und quadratischen Tulous. Es ist über eine Straße und einen Fußweg mit Tianluokeng verbunden.
- WE Hekeng Tulou-Gruppe 河坑土楼群, Dorf Hekeng, Shuyang, 27 Erdhäuser
- Fuxinglou 福星楼, Nanjing, Dorf Chizhou, über 1200 Jahre alt
- Yuchanglou 裕昌楼, zwischen Tianluokeng und dem Dorf Taxia gelegen (24° 35′ 37,3″ N, 117° 2′ 30,7″ O). Dieses runde, 18,2 m hohe, fünfstöckige Tulou wurde im Jahr 1308 erbaut. Es enthält 270 Räume.[4]

### KreisYongding永定县,Longyan
- Yongkanglou, einzeln, im Dorf Xia zwischen Chuxi und Xiayang
- WE Yanxianglou, einzeln, Qing-Dynastie, Nanxi, „Fengzhi Dafu“
- WE Zhenfulou 振福楼, einzeln, heute ein Tulou-Museum
- Huanjilou, einzeln, aus dem Jahr 1693
- WE Chuxi Tulou-Gruppe 初溪土楼群, fünf größere runde, zehn rechteckige Gebäude:
  - Jiqinglou
  - Shenqinglou 绳庆楼
  - Yuqinglou
  - Genqinglou
  - Xiqinglou
  - Gongqinglou
  - Fanqinglou
  - Fuqinglou
  - Shanqinglou
  - Huaqinglou
- WE Gaobei Tulou-Gruppe, Dorf Gaobei, darin:
  - Chengqilou (das größte in Yongding)
  - Qiaofulou (neben Chengqilou), beherbergt das Yongding Tulou Cultural Museum
  - Wuyunlou aus der Ming-Dynastie
- WE Hongkeng Tulou-Gruppe 洪坑土楼群, Großgemeinde Hukeng 湖坑镇:
  - Zhenchenglou 振成楼
  - Fuyulou 福裕楼 („Fünf-Phönix-Haus“)
  - Kuijulou 奎聚楼
  - Rushenglou 如升楼

## ProvinzGuangdong

### KreisRaoping饶平县,Chaozhou(Tiuchiu, Teochiu)
- Daoyunlou 道韵楼, Großgemeinde Sanrao (Denkmalliste): Achteckiges Tulou aus dem Jahr 1587 (Ming-Dynastie) mit einem Umfang von 328 m, Höhe 11,5 m und 3,5 Stockwerken im Außenring. In diesem Tulou lebten einmal über 600 Menschen.[5]

## Chinesische Terminologie
Fujian tulou 福建土楼, Fujian Kejia tulou 福建客家土楼, Kejia tulou 客家土楼, Fujian Yongding tulou 福建永定土楼, Longyan tulou 龙岩土楼, Nanjing 南靖土楼, Yongding Kejia tulou 永定客家土楼, Yongding tulou 永定土楼, Zhangzhou tulou 漳州土楼, Zhongguo tulou 中国土楼.